# سيلفستر شتاين
سيلفستر شتاين (بالإنجليزية: Sylvester Stein)‏ هو محرر جنوب أفريقي، ولد في 25 ديسمبر 1920، وتوفي في 28 ديسمبر 2015.